# Leeuwenhoek-Medaille
Die Leeuwenhoek-Medaille wurde 1877 durch die Königlich Niederländische Akademie der Wissenschaften (KNAW) zu Ehren von Antoni van Leeuwenhoek gestiftet. Sie wurde zwischen 1877 und 2003 etwa alle zehn Jahre an den Wissenschaftler vergeben, der nach Ansicht der Akademie im jeweils vorausgegangenen Jahrzehnt den bedeutendsten Beitrag zur Mikrobiologie geleistet hat. Seit 2015 wird die Medaille von der Königlichen Niederländischen Vereinigung für Mikrobiologie (Koninklijke Nederlandse Vereniging voor Microbiologie, KNVM) verliehen.

## Preisträger
- 1877 Christian Gottfried Ehrenberg, Deutschland
- 1885 Ferdinand Julius Cohn, Deutschland
- 1895 Louis Pasteur, Frankreich
- 1905 Martinus Willem Beijerinck, Niederlande
- 1915 David Bruce, Großbritannien
- 1925 Félix Hubert d’Hérelle, Frankreich
- 1935 Sergei Nikolajewitsch Winogradski, Frankreich
- 1950 Selman Abraham Waksman, USA
- 1960 André Lwoff, Frankreich
- 1970 Cornelis Bernardus van Niel (Kees van Niel), USA
- 1981 Roger Stanier, Kanada
- 1992 Carl Woese, USA
- 2003 Karl Stetter, Deutschland
- 2015 Craig Venter, USA
- 2023 Jillian F. Banfield, USA